# Personaggi minori del Marvel Cinematic Universe
Segue un elenco dei personaggi minori del Marvel Cinematic Universe, per la maggior parte tratti da fumetti della Marvel Comics. Le prime tre fasi sono conosciute con il titolo "Saga dell'infinito" e comprendono 23 film, mentre con le fasi successive si raggiungono le 34 pellicole. La seconda saga, che ricopre dalla quarta alla sesta fase, è denominata la "Saga del multiverso".

## Introdotti nellaSaga dell'infinito

### Introdotti nella Fase Uno
- Stan Lee: Un uomo anziano che appare come cameo in tutti i film del primo ciclo del Marvel Cinematic Universe, la Saga dell'Infinito; sembra avere collegamenti con gli alieni noti come gli Osservatori. È interpretato dallo stesso creatore e fumettista dei Marvel Comics.
- Obadiah Stane / Iron Monger / La Torre: Antagonista principale del film Iron Man, è un socio in affari di Howard Stark, diventato mentore di Tony dopo la morte del partner. È il presidente esecutivo delle Stark Industries e traffica segretamente armi con organizzazioni terroristiche; complotta con i Dieci Anelli per far uccidere Tony e assumere il pieno controllo dell'azienda. Successivamente cerca di ricreare l'armatura di Iron Man e ruba il Reattore Arc di Tony quasi uccidendolo, usandolo per alimentare un esoscheletro potenziato con cui sfugge alle autorità che hanno scoperto la sua attività criminale. Viene ucciso da Tony e Pepper nello scontro finale su un tetto. In un universo alternativo mostrato in What If...?, viene smascherato e fatto arrestare da Erik Killmonger dopo aver cercato di far rapire Tony dai Dieci Anelli. È interpretato da Jeff Bridges e doppiato da Massimo Corvo.
- Ho Yinsen: Un colto dottore e ingegnere proveniente da una piccola cittadina in Afghanistan, catturato dall'organizzazione dei Dieci Anelli. Salva la vita a Tony Stark, suo compagno di prigionia, impiantandogli un magnete nel petto e aiutandolo nella costruzione del Reattore Arc e dell'armatura di Iron Man. Durante la fuga dalla prigionia Yinsen si sacrifica per consentire a Tony di fuggire, dato che la sua famiglia è morta e non ha nulla a cui tornare, raccomandandogli di non sprecare la sua vita. Successivamente Stark interviene per la prima volta come Iron Man salvando dai terroristi il villaggio di Yinsen. In Iron Man 3 si scopre che lui e Tony si erano già incontrati durante il Capodanno del 1999 a Berna in cui aveva cercato di attirare l'attenzione del miliardario senza successo. È interpretato da Shaun Toub e doppiato da Sergio Lucchetti.
- William Ginter Riva: Antagonista dei film Iron Man e Spider-Man: Far from Home, è uno scienziato al servizio di Stane; bistrattato da Stark, successivamente si unisce alla squadra di Mysterio nel suo piano per farlo diventare l'eroe più celebre della Terra. In seguito alla morte di Mysterio, fa in modo che la vera identità di Spider-Man esca allo scoperto pubblicando un video ritoccato. È interpretato da Peter Billingsley e doppiato da Raffaele Palmieri.
- Samuel Sterns / Capo: Antagonista principale del film Captain America: Brave New World, è un biologo che insegna all'università di Harlem, venuto in contatto con Bruce Banner sotto l'alias di Mr. Blue che accetta di aiutarlo per curarlo dalla sua condizione di Hulk. Dopo un esperimento fallito per controllare la mutazione di Bruce, Sternes rivela di essere riuscito a replicare il suo sangue per potenziali scopi medici, indignando Banner e Betty Ross. Dopo che le sue attività sono sorprese dal Generale Ross, Emil Blonsky costringe aggressivamente Sterns a iniettargli il sangue di Banner, causando la sua trasformazione nell'Abominio. La creatura ferisce Sterns e parte del sangue di Banner cade in una sua ferita aperta, dando inizio a una qualche mutazione sulla sua testa, mentre sorride maniacalmente. In seguito a ciò impazzisce e viene rinchiuso dallo S.H.I.E.L.D.. In futuro, trasformato completamente in un supercriminale conosciuto come il Capo, si scopre che a seguito della devastazione di Harlem per mano di Hulk e l'Abominio, il generale Ross lo ha accreditato come principale responsabile del disastro al fine di nascondere le sue responsabilità in tale evento, per poi rinchiuderlo in un sito segreto nascosto nel West Virginia chiamato Camp Echo One. Successivamente Ross lo ha sfruttato per creare una cura per il suo cuore ormai debilitato, promettendogli in cambio il perdono nel caso in cui avesse vinto le elezioni presidenziali, salvo poi fare marcia indietro sull'accordo per timore che lo scienziato smettesse di creare le pillole per la sua malattia; per ripicca Sterns architetta un complesso piano per screditarlo e avvelena con le radiazioni gamma le sue pillole, facendolo diventare l'Hulk Rosso. Nella scena finale dopo i titoli di coda, il Capo viene visitato da Wilson in prigione e quindi lo avverte di un attacco in arrivo da altri universi alternativi. È interpretato da Tim Blake Nelson e doppiato da Oreste Baldini.
- Roger Harrington: L'insegnante di scienze di Peter Parker e i suoi amici, dal comportamento ansioso; cerca sempre di coinvolgere i suoi studenti in progetti da lui ritenuti entusiasmanti, spesso con risultati fallimentari e si rivela essere un pessimo tutore per gli studenti durante la gita in Europa; a sua detta, in passato perse uno studente durante una gita scolastica. Ha studiato alla Culver University, dove in un'occasione ha aiutato Bruce Banner ad accedere ad alcuni computer in cambio di una pizza. La sua prima moglie lo lasciò perché non le dava abbastanza spazio, mentre la seconda finse di essere tra le vittime dello sterminio di Thanos per scappare con un altro uomo. L'esperienza dello Schiocco lo ha traumatizzato a tal punto da dover ricorrere alla terapia. È interpretato da Martin Starr e doppiato da Alessandro Quarta.
- Ivan Vanko / Whiplash: Antagonista principale del film Iron Man 2, è il figlio di Anton Vanko, cerca vendetta contro gli Stark per conto di suo padre. Per farlo riesce a ricostruire un modello originale del reattore ad arco con cui alimenta delle fruste elettrificate. Tenta di aggredire Tony al Gran Premio di Monaco e viene arrestato, salvo poi essere liberato da Justin Hammer che vuole collaborare con lui per farsi costruire delle armature come quelle di Iron Man. Si dimostra essere molto astuto e manipolativo, tradendo Hammer per costruirsi un esercito di droni e armature esplosive. Alla Stark Expo si scontra con Tony e War Machine, restando ucciso. Prova a farsi saltare in aria per portare con sé gli avversari, ma riescono a fuggire in tempo. È interpretato da Mickey Rourke e doppiato da Francesco Pannofino.
- Justin Hammer: Antagonista del film Iron Man 2, è l'eterno rivale in affari di Tony Stark nell'industria degli armamenti; cinico, disonesto, invidioso, avido e senza scrupoli, Hammer non si fa problemi a vendere le sue armi anche ai criminali. Dopo un fallimentare tentativo di replicare l'armatura di Iron Man, fa evadere di prigione il criminale Ivan Vanko e lo ingaggia affinché gli costruisca delle armi, sebbene poi questo lo tradisca per compiere la sua vendetta su Tony. In seguito a ciò viene fatto arrestare da Pepper Potts; in carcere si mostra invidioso delle attenzioni ricevute da Trevor Slattery e fa intendere di essere attratto da un altro detenuto. È interpretato da Sam Rockwell e doppiato da Christian Iansante.[1]
- Jasper Sitwell: Un agente dello S.H.I.E.L.D. che fa squadra con Phil Coulson in diverse occasioni e assiste gli Avengers. Si scopre essere in realtà un membro dell'Hydra; quando lo scoprono, Steve Rogers, Natasha Romanoff e Sam Wilson lo obbligano a rivelare loro i piani dell'organizzazione e poco dopo l'uomo viene ucciso dal Soldato d’Inverno. In Endgame compare brevemente durante il viaggio nel tempo al 2012; è tra gli agenti incaricati di prelevare lo scettro di Loki, ma lo consegna al Capitan America del presente che lo inganna facendogli credere di essere passato dalla parte dell'Hydra. È interpretato da Maximiliano Hernández e doppiato da Roberto Certomà.
- Laufey: Antagonista del film Thor, è il re dei Giganti di Ghiaccio e antico nemico di Odino. Nonostante la pace trattata con Asgard, Laufey odia profondamente il regno e cerca qualsiasi scusa per attaccarlo. È il padre naturale di Loki, che abbandonò alla nascita per lasciarlo morire essendo troppo debole e piccolo per un Gigante di Ghiaccio; il bimbo fu adottato da Odino, a insaputa dello stesso Laufey. Loki finge di stipulare un accordo con lui per uccidere Odino così da diventare il nuovo re di Asgard, ma il tutto si rivela un piano di Loki che uccide Laufey per apparire come il salvatore di Odino e vendicarsi dell'abbandono. È interpretato da Colm Feore e doppiato da Franco Mannella.
- Il Distruttore: Antagonista del film Thor, è un automa asgardiano di grande potenza che risponde ai comandi del re di Asgard. Quando a Loki viene assegnato il trono, manda il Distruttore sulla Terra per affrontare Thor dato che sta per scoprire che gli ha mentito mediante i Tre Guerrieri e Lady Sif. L'automa semina distruzione prima che Thor offra la propria vita e viene apparentemente ucciso, ma ciò gli permette di riacquistare i poteri da dio del tuono e distruggere la macchina. Dai suoi pezzi lo S.H.I.E.L.D. ricava diverse armi.
- Chester Phillips: Un colonnello dell'esercito degli Stati Uniti durante la Seconda Guerra Mondiale, facente parte del progetto del supersoldato. È un uomo duro e ligio alle regole, inizialmente scettico alla scelta di sottoporre Steve Rogers al siero per la sua corporatura esile; continua a trattarlo con cinismo in quanto viene sfruttato dal governo in spettacoli teatrali, ma si ricrede quando entra in azione. È tra i fondatori dello S.H.I.E.L.D. insieme ad Howard Stark e Peggy Carter. In un universo alternativo, viene ucciso durante l'attacco nazista poco dopo il compimento dell'esperimento del super-soldato. È interpretato da Tommy Lee Jones e doppiato da Saverio Moriones.
- Arnim Zola: Antagonista dei film Captain America - Il primo Vendicatore e Captain America: The Winter Soldier, è uno scienziato dell'Hydra che lavora al servizio del malvagio Teschio Rosso durante la Seconda Guerra Mondiale. Viene catturato dallo S.H.I.E.L.D e apparentemente accetta di collaborare, ma in realtà contribuisce all'insediamento dell'Hydra all'interno dell'organizzazione; è anche colui che ha supervisionato il lavaggio del cervello su Bucky Barnes per trasformarlo nel Soldato d’Inverno. Steve Rogers e Vedova Nera scoprono nel presente che è riuscito a trasferire la sua coscienza su un computer, che viene distrutto da un missile inviato dall'Hydra per uccidere i due eroi. In un universo alternativo di What If...?, la coscienza di Zola viene contattata da Romanoff e Clint Barton per fermare Ultron, il quale ha ucciso ogni forma di vita nell'universo. Zola riesce a sopraffare Ultron, ma si contende con Killmonger le Gemme dell'Infinito e viene intrappolato in una dimensione tascabile con lui a combatterlo per sempre. È interpretato da Toby Jones e doppiato da Marco Guadagno.
- Abraham Erskine: Uno scienziato tedesco creatore del siero del supersoldato; si ribellò ai nazisti e fuggì in America dove collaborò con il governo per mettere a punto la sua creazione. È colui che vede in Steve Rogers la persona giusta per essere sottoposta al siero nonostante la sua corporatura esile, vedendo in lui i valori che lo rendono un uomo buono. Resta ucciso da una spia nazista poco dopo aver sottoposto Steve all'esperimento e con le sue ultime parole ispira Rogers a combattere. Howard Stark è l'unico che riesce a replicare il siero di Erskine decenni dopo, ma questo viene rubato dall'Hydra che lo usa per farne supersoldati al loro servizio, tra cui Bucky Barnes. Anche Bruce Banner tenta di replicare il siero, con effetti disastrosi che lo trasformano in Hulk. È interpretato da Stanley Tucci e doppiato da Luca Biagini.
- L'Altro (The Other): Il leader dei Chitauri e principale servitore di Thanos; in The Avengers e Guardiani della Galassia gli fa da portavoce, comunicando con Loki in sua vece durante l'assalto sulla Terra. Sembra essere dotato di poteri telepatici, dato che riesce a infliggere dolore a Loki a distanza. Crede fermamente negli obiettivi del suo signore; viene ucciso da Ronan in un impeto d'ira durante una discussione. È interpretato da Alexis Denisof e doppiato da Paolo Marchese.

### Introdotti nella Fase Due
- Harley Keener: Un bambino di dieci anni del Tennessee che aiuta Tony Stark quando atterra nel suo paese dopo essere sfuggito all'attacco del Mandarino. È molto intelligente e abile con la tecnologia; suo padre ha abbandonato la famiglia e sembra avere problemi con un bullo. Per ringraziarlo del suo aiuto, Tony gli regala un laboratorio altamente tecnologico. Assiste al funerale di Stark dopo la sua morte. È interpretato da Ty Simpkins e doppiato da Arturo Valli.
- Aldrich Killian: Antagonista principale del film Iron Man 3, è uno scienziato zoppo creatore del siero Extremis che vuole vendicarsi di Tony Stark dopo essere stato snobbato da lui in passato. Diventato un uomo affascinante essendosi curato la gamba malata con l'Extremis, fonda un'organizzazione terroristica fingendo sia guidata dal Mandarino per coprire i suoi esperimenti distruttivi su veterani da guerra mutilati, molti dei quali lavorano per lui. Rapisce Tony e Pepper Potts per obbligare il miliardario a collaborare e mette in difficoltà Iron Man durante lo scontro finale in cui viene ucciso da Pepper potenziata con l'Extremis. È interpretato da Guy Pearce e doppiato da Francesco Prando.
- Trevor Slattery: Antagonista del film Iron Man 3, è un attore britannico alcolizzato e tossicodipendente di bassa categoria; viene ingaggiato da Aldrich Killian per impersonare il criminale Mandarino in alcuni video di propaganda terroristica per coprire gli effetti collaterali devastanti del siero Extremis. Slattery viene ben pagato e vive nel lusso senza essere a conoscenza di quanto comportano le sue azioni, finché Tony Stark non lo scopre e fa arrestare. In carcere riesce a disintossicarsi e diventa una celebrità, ma viene prelevato dall'organizzazione dei Dieci Anelli,  che vuole giustiziarlo per aver impersonato il Mandarino. In seguito si scopre che è stato mantenuto in vita grazie alle sue doti attoriali per intrattenere i membri dell'organizzazione e ottiene la libertà grazie a Shang-Chi e Katy. È interpretato da Ben Kingsley e doppiato da Stefano De Sando.
- Maya Hansen: Una scienziata che ha lavorato sul siero di Extremis; nutre rancore verso Tony Stark perché in passato promise di aiutarla a sviluppare il siero per poi andarsene dimenticandosi di lei dopo una notte passata assieme. In Iron Man 3 torna da Tony quando sfida pubblicamente il Mandarino e resta vittima dell'attacco alla villa di Stark, venendo salvata da Pepper Potts con l'armatura di Iron Man. Si scopre essere affiliata a Killian, aiutandolo a rapire Pepper; in seguito a un confronto con Tony capisce la perversione di Killian con i suoi metodi pericolosi e cerca di convincerlo a liberare Stark e Pepper, ma lui la uccide sparandole ritenendo sia ormai diventata inutile per i suoi folli piani. È interpretata da Rebecca Hall e doppiata da Selvaggia Quattrini.
- Malekith il Maledetto: Antagonista principale del film Thor: The Dark World, è il malvagio signore degli Elfi Oscuri, una razza in conflitto con Asgard con l'intento di riportare l'universo alla sua oscurità originaria. Furono sconfitti secoli prima da re Bor e Malekith sopravvisse allo scontro nascondendosi fino al 2013, quando viene risvegliato durante la successiva Convergenza di Mondi. Per raggiungere il suo scopo vuole recuperare l'Aether che si trova nel corpo di Jane Foster, arrivando ad assalire Asgard e uccidere la regina Frigga. Riesce a ottenere l'Aether e cerca di iniziare il suo attacco a Greenwich sulla Terra, venendo infine sconfitto da Thor che lo manda a Svartalfheim per poi finire schiacciato dalla sua nave aliena. Presenta una bruciatura su parte del volto a causa di una ferita inflittagli da Thor. È interpretato da Christopher Eccleston e doppiato da Stefano Benassi.
- Algrim il Forte / Kurse: Antagonista del film Thor: The Dark World, è il braccio destro di Malekith; si trasforma volontariamente in un mostruoso essere denominato Dannato tramite un dispositivo-incantesimo degli Elfi Oscuri che lo fonde alla sua armatura per ottenere l'Aether, la Gemma della Realtà, dentro nel corpo di Jane. Durante la resa dei conti, viene ucciso per mano del Dio dell'Inganno Loki. È interpretato da Adewale Akinnuoye-Agbaje.
- Alexander Pierce: Antagonista principale del film Captain America: The Winter Soldier; è il segretario del Concilio Mondiale, segretamente il direttore dell'Hydra che opera dall'interno dello S.H.I.E.L.D. e amico intimo di Nick Fury (che non conosce la sua reale affiliazione). Apparentemente segue il Progetto Insight preparato dall'organizzazione per riconoscere ed eliminare con gli Helicarrier criminali e terroristi, ma in realtà intende usare tali risorse per mettere in atto omicidi di massa ai danni di cittadini riconosciuti come potenziali pericoli per l'Hydra dall'algoritmo di Zola, così da costringere il mondo alla sottomissione. Quando Fury inizia a insospettirsi riguardo alle sue reali intenzioni, Pierce invia il Soldato d’Inverno (di cui detiene il controllo) a uccidere lui e, successivamente, Steve Rogers e Natasha Romanoff. I tre, insieme a leali agenti dello S.H.I.E.L.D. e a Falcon, riescono a fermare i suoi piani e Fury lo uccide sparandogli. In Endgame si scopre durante il viaggio nel tempo nel 2012 che Pierce aveva cercato di farsi consegnare il Tesseract e Loki dopo la battaglia di New York, presumibilmente per compierci esperimenti sopra con l'Hydra, senza però riuscire a causa dell'opposizione di Tony Stark e Thor. È interpretato da Robert Redfort e doppiato da Ugo Pagliai.
- Georges Batroc: Antagonista del film Captain America: The WInter Soldier, è un mercenario di origini francesi. Prende d'assalto una nave dello S.H.I.E.L.D con a bordo numerosi agenti. Dopo che gli ostaggi vengono liberati da Natasha, Rumlow e Steve, quest'ultimo affronta personalmente Batroc, sconfiggendolo. In The Falcon and the Winter Soldier si allea con Flag Smasher per ottenere vendetta su Falcon (in quanto quest'ultimo gli ha fatto perdere un importantissimo affare). Si scoprirà però che è stato assunto dal criminale Power Broker per sorvegliare Morgenthau. Viene ucciso da Sharon Carter dopo aver provato a ricattarla, avendo scoperto che lei e Power Broker sono la stessa persona. È interpretato da Georges St-Pierre e doppiato da Stefano Macchi.
- Ronan l'accusatore: Antagonista principale del film Guardiani della Galassia, è uno spietato e fanatico guerriero Kree, la cui famiglia è stata uccisa nella guerra tra Kree e Nova. Per vendetta egli si rifiuta di adempiere al trattato di pace tra i due popoli, conducendo una campagna di genocidio contro gli Xandariani: durante uno di essi uccide la moglie e la figlia di Drax, il quale da allora ha come unico scopo quello di vendicarsi. È alleato di Thanos, che lo incarica di recuperare la Gemma del Potere in cambio di aiuto per distruggere Xandar, e per questo entra in conflitto con i Guardiani della Galassia, i quali sono in possesso dell'oggetto. Dopo averla ottenuta, Ronan viene colto da deliri di onnipotenza e rinnega l'alleanza con Thanos per usufruire di persona della Gemma del Potere e attaccare Xandar, alleandosi con Nebula. In seguito a un duro scontro in cui perdono la vita molte truppe dei Nova Corps, i Guardiani riescono a uccidere Ronan usando la Gemma del Potere per distruggerlo. In Captain Marvel si scopre che in passato era alleato con la Starforce per cacciare i profughi Skrull; egli si dirige verso la Terra insieme ad altri Accusatori per eliminare un gruppo di Skrull che si trovano sul pianeta, ma è costretto a ritirarsi quando interviene Captain Marvel, che decima le sue astronavi. È interpretato da Lee Pace e doppiato da Fabio Boccanera.
- Korath: Antagonista dei film Guardiani della Galassia e Captain Marvel, è un ex membro della Starforce durante la guerra tra Kree e Skrull, compagno di squadra di Carol Danvers. Quando la donna recupera la memoria, cattura i suoi amici e cerca di sottometterla ma viene sconfitto dai suoi nuovi poteri. Successivamente passa dalla parte di Ronan e spesso svolge per lui degli incarichi. Si scontra ripetutamente con i Guardiani della Galassia, in particolar modo Star-Lord; assiste Ronan nonostante i suoi dubbi riguardo al tradimento di Thanos e viene ucciso da Drax durante il combattimento su Xandar. In un universo alternativo abbandona Ronan per unirsi ai Ravagers dopo aver mostrato un acceso entusiasmo per Star-Lord (in quell'universo T'Challa), di cui è un grande ammiratore. È interpretato da Djimon Hounsou e doppiato da Stefano Mondini.
- Taneeler Tivan / Collezionista: Antagonista dei film Thor: The Dark World, Guardiani della Galassia e Avengers: Infinity War, è il celebre possessore di una larga collezione di rari oggetti ed esseri viventi provenienti da tutto l'universo; ha la sua sede nella stazione spaziale di Ovunque e usa come assistenti delle aliene sotto minaccia di tortura. Nonostante non sia confermato appieno, è il fratello del Gran Maestro. Appare per la prima volta quando gli Asgardiani Lady Sif e Volstagg gli consegnano la Gemma della Realtà da custodire, essendo troppo pericoloso tenere due Gemme dell'Infinito ad Asgard. Successivamente Gamora contratta con lui per vendergli l'Orb in cambio di una cospicua somma di denaro e il Collezionista rivela che al suo interno si trova la Gemma del Potere; una delle sue assistenti si ribella e cerca di usare la Gemma, ma scatena il suo potere immenso che la uccide e distrugge l'intera sede del Collezionista. I Guardiani recuperano la Gemma del Potere, mentre il Collezionista resta in mezzo alle macerie con Howard il Papero e Cosmo. In seguito Thanos lo raggiunge e minaccia per ottenere la Gemma della Realtà; quando i Guardiani sopraggiungono apparentemente uccidono il titano prima che raggiunga il suo obiettivo, ma tutto si rivela un'illusione dato che Thanos si è già impossessato della Gemma; non si sa se il Collezionista sia stato ucciso o meno. In un universo alternativo è diventato il criminale più potente della galassia in seguito alla rinuncia di Thanos nel genocidio, assumendo ai suoi servizi l'Ordine Nero. T'Challa (in quell'universo Star-Lord) e i Ravagers lo sconfiggono per rubargli una pianta magica e il Collezionista viene ucciso dai suoi prigionieri dopo la loro liberazione. È interpretato da Benicio del Toro e doppiato da Massimo Lodolo.
- Howard il papero: Un papero antropomorfo facente parte della collezione del Collezionista prima di essere liberato con la distruzione della sua sede a causa della Gemma del Potere. In Guardiani della Galassia Vol. 2 appare in un bar intento a scherzare con un Ravager e successivamente viene visto partecipare alla battaglia finale contro Thanos. Nel secondo episodio di What if...? è prigioniero del Collezionista ma viene liberato da T'Challa, mentre nella settima puntata si sposa con Darcy Lewis a Las Vegas durante il party di Thor. È doppiato in originale da Seth Green e in italiano da Raffaele Palmieri.
- Pietro Maximoff / Quicksilver: Un membro degli Avengers e fratello gemello di Wanda Maximoff, più grande di lei di dodici minuti. I due persero i genitori da giovani e svilupparono un forte odio per Tony Stark dato che le bombe usate per distruggere la loro casa appartenevano alle Stark Industries. Si sottoposero volontariamente agli esperimenti dell'Hydra con quella che si scoprirà essere la Gemma della Mente e acquisirono poteri superumani, nel caso di Pietro quello di muoversi talmente velocemente da non essere visto. Lui e Wanda affrontano diverse volte gli Avengers, prima per conto dell'Hydra e poi con Ultron quando li recluta per combattere gli eroi; tuttavia, i gemelli passano dalla loro parte quando scoprono gli intenti distruttivi di Ultron verso la Terra e partecipano alla battaglia di Sokovia. Pietro ha una rivalità con Occhio di Falco, che supera sacrificando la propria vita per salvarlo facendogli da scudo contro una serie di proiettili. La sua morte scatena il dolore e la rabbia di Wanda, che lo vendica distruggendo gran parte dei corpi del malvagio Ultron. In WandaVision Wanda riprende a pensare con nostalgia al gemello nella realtà che si è creata a Westview; Agatha Harkness le invia un "falso Pietro" per cercare di scoprire qualcosa in più sui suoi poteri, sebbene poi Wanda riesce a smascherarlo. È interpretato da Aaron Taylor-Johnson e doppiato da Flavio Aquilone.
- F.R.I.D.A.Y.: L'Intelligenza Artificiale che assiste Tony Stark dopo che J.A.R.V.I.S. viene inserito nel corpo di Ultron. Rispetto al suo predecessore ha una voce femminile e tende ad assecondare maggiormente le decisioni più avventate di Tony invece di mitigarle come faceva J.A.R.V.I.S.. È doppiata in originale da Kerry Condon e in italiano da Jolanda Granato.
- Ulysses Klaue: Antagonista dei film Avengers: Age of Ultron e Black Panther, è un folle e spietato trafficante d'armi che opera nel Sudafrica, e il nemico giurato della Pantera Nera; è tra i pochi a conoscenza della ricchezza di vibranio di cui dispone il Wakanda e spesso ne ruba per produrre armamenti, in passato aiutato dal principe N’Jobu. Era un ex acquirente di Tony Stark prima che cessasse di produrre e vendere armi. Ultron compra da lui del vibranio in cambio di soldi rubati dal conto di Stark, ma poi gli amputa un braccio in un impeto d’ira quando l'uomo lo offende accidentalmente ed è costretto a fuggire nel seguente scontro tra l'androide e gli Avengers. Sostituisce il braccio amputato con una protesi armata in vibranio; si allea con Erik Stevens per rubare del vibranio, ma viene catturato da Black Panther in Busan e interrogato da Everett Ross prima di essere liberato da Stevens. Quest’ultimo si rivela il figlio di N’Jobu e uccide a tradimento Klaue per portare il suo corpo in Wakanda e guadagnarsi la fiducia del popolo. È interpretato da Andy Serkis e doppiato da Ermanno Ribaudo.
- Il Barone Wolfgang von Strucker: Antagonista dei film Captain America: The Winter Soldier e Avengers: Age of Ultron, è uno dei leader nazisti dell'Hydra che guida gli esperimenti sui gemelli Maximoff e sullo scettro di Loki in una base in Sokovia. Viene arrestato dopo un raid compiuto dagli Avengers, abbattuto da Capitan America in persona. È preso in custodia dalla NATO e ucciso in cella da Ultron che scrive la parola "PACE" con il suo sangue per mandare un messaggio agli eroi. È interpretato da Thomas Kretschmann e doppiato da Ralph Palka.
- Darren Cross / Calabrone / MODOK: Antagonista principale del film Ant-Man, è l'ex pupillo di Hank Pym che dirige la Tecnologia Pym dal suo ritiro. È ossessionato dalle particelle Pym; pur di scoprirne il segreto prende il controllo della compagnia dell'ex mentore e compie diversi esperimenti su delle caprette, ottenendo tuttavia come unico risultato uno squilibrio chimico del cervello a causa degli effetti collaterali; in seguito riesce a perfezionare l'esperimento, replicando una tuta di Ant-Man soprannominata "Calabrone",  che cerca di vendere alle organizzazioni criminali dell'Hydra e dei Dieci Anelli. Per fermarlo, Hank recluta il ladro Scott Lang rendendolo il nuovo Ant-Man che collabora con lui e Hope Van Dyne. Dopo che i tre fermano i suoi piani, Darren minaccia la vita di Cassie Lang per sfidare direttamente Scott, che riesce a ucciderlo manomettendo i sistemi della sua tuta. In Ant-Man and the Wasp: Quantumania viene rivelato che deformatosi in tale aspetto in seguito al viaggio incontrollato nel misterioso Regno Quantico, dovuto a un malfunzionamento della sua tuta danneggiata, è diventato MODOK. Ora il luogotenente di Kang il Conquistare, e in cerca di vendetta sui Pym e i Lang ma alla fine decide di ribellarsi al suo stesso padrone aiutando i suoi ex nemici ad ucciderlo, morendo nel processo. È interpretato da Corey Stoll e doppiato da Carlo Scipioni.
- Mitchell Carson: Antagonista del film Ant-Man, è un ex direttore della sicurezza dello S.H.I.E.L.D, ma segretamente affiliato all'Hydra. Interessato da tempo alle Particelle Pym, guida un manipolo di agenti nel tentativo di acquistare la tuta del Calabrone da Darren Cross. Fallita la trattativa a causa dell'intervento di Scott Lang, Carson riesce a rubare un campione di particelle, per poi darsi alla fuga. È interpretato da Martin Donovan e doppiato da Ennio Coltorti.

### Introdotti nella Fase Tre
- T'Chaka: Il re del Wakanda, padre di T'Challa e di Shuri ed ex Pantera Nera. Come i sovrani precedenti, T'Chaka ha sempre tenuto nascosto la ricchezza del proprio regno al resto del mondo per mantenerlo al sicuro da minacce esterne. Quando suo fratello N'Jobu si ribellò, progettando l'insurrezione dei popoli più sottomessi per combattere le ingiustizie sociali sottraendo armi e tecnologie al Wakanda, T'Chaka fu costretto a ucciderlo per difendere Zuri, che aveva agito come spia per suo conto. Pur di mantenere segreto il Wakanda, T'Chaka decise di abbandonare Erik, il giovane figlio di N'Jobu, lasciandolo orfano. Anni dopo, T'Chaka viene ucciso in un attentato terroristico a Vienna durante la dichiarazione ufficiale degli Accordi di Sokovia, a causa di Helmut Zemo. T'Challa inizialmente giura di vendicarlo uccidendo Bucky Barnes, incastrato per l'attacco, ma successivamente scopre la verità e decide di consegnare Zemo alla giustizia. T'Chaka torna in forma di spirito al figlio quando questi viene nominato nuovo re del Wakanda, durante una visione. In seguito T'Challa scopre la verità sull'abbandono di Erik e accusa con rabbia il padre e i sovrani precedenti di aver gestito male la segretezza del Wakanda, ignorando i problemi del mondo e giura di governare diversamente con giustizia e nobiltà. È interpretato da John Kani e doppiato da Emilio Cappuccio.
- Christine Palmer: Una collega di lavoro e amica intima di Strange, con cui ha avuto una relazione in passato. È tra i pochi a sopportare il suo carattere egocentrico e gli sta accanto anche dopo l'incidente che gli disabilita le mani, sebbene lo abbandoni dopo che lui la insulta in preda alla disperazione. I due si riappacificano quando Strange, diventato Maestro delle Arti Mistiche, va da lei ferito gravemente nello scontro con Kaecilius. Successivamente prova inutilmente a salvare l'Antico. In Doctor Strange nel Multiverso della Follia si sposa con un altro uomo in seguito al Blip, provocando un profondo rimpianto a Strange, che la ama ancora; quest'ultimo si imbatte in una variante di Christine nell'altro universo alternativo della Terra-838 durante il suo viaggio nel Multiverso, la quale è una scienziata al servizio degli Illuminati che aiuta lui e America a combattere e fermare Wanda Maximoff. In un universo alternativo mostrato in What If...?, Christine e Strange non si sono mai lasciati e la donna muore nell'incidente d'auto in cui Strange avrebbe dovuto perdere le mani. Distrutto dal dolore, una volta acquisite le capacità mistiche necessarie il dottore fa di tutto per acquistare potere e farla tornare in vita,  ma ciò porta alla distruzione dell'intero universo mentre Christine muore nuovamente. È interpretata da Rachel McAdams e doppiata da Gaia Bolognesi.
- L'Antico: Il potente e saggio Stregone Supremo, androgina e caucasica al contrario dei fumetti in cui è un uomo asiatico. Risiede a Kamar-Taj dove addestra gli stregoni per proteggere la Terra da minacce provenienti da altre dimensioni e trae la sua immortalità dalla Dimensione Oscura all'insaputa di tutti, andando contro i suoi stessi insegnamenti. Con l'arrivo di Strange diventa il suo mentore e lo addestra nell'arte della magia, finché non viene uccisa dal suo ex allievo Kaecilius, passato dalla parte di Dormammu; il suo ruolo di Stregone Supremo passa poi a Strange. In Avengers: Endgame Bruce Banner torna nel 2012 per recuperare la Gemma del Tempo e si incontra con l'Antico. Quest'ultima rifiuta inizialmente di consegnargli la Gemma che custodisce perché metterebbe in pericolo la sua realtà, ma viene convinta quando Bruce le spiega che Strange consegnò di sua spontanea volontà la Gemma a Thanos, avendo visto il futuro. È interpretato da Tilda Swinton e doppiato da Franca D’Amato.
- Kaecilius: Antagonista principale del film Doctor Strange, è un ex Maestro delle Arti Mistiche, avvicinatosi alla magia dopo la morte della sua famiglia. Disilluso dall'ipocrisia dell'Antico decide di servire Dormammu, usando la stessa tecnica dell'Antico per trarre energia dalla Dimensione Oscura e prolungare la sua vita. Lui e i suoi zeloti si affidano alla promessa di Dormammu di ottenere la vita eterna e cercano di distruggere i vari santuari sulla Terra affinché possa rimanere senza difese multidimensionali e venire consumata dalla Dimensione Oscura. Strange si scontra più volte con lui, ma riesce a convincere Dormammu a non attaccare il pianeta e a ritirare lui e i suoi accoliti; l'entità quindi trascina con sé nella Dimensione Oscura Kaecilius e gli altri zeloti. È interpretato da Mads Mikkelsen e doppiato da Valerio Sacco.
- Dormammu: Antagonista del film Doctor Strange, è un'entità inter-dimensionale primordiale e il malvagio dominatore della Dimensione Oscura, nonché arcinemico del Dottor Strange. Possiede un potere soprannaturale a livelli apocalittici. Il suo obbiettivo è assorbire tutti gli altri universi nella sua Dimensione Oscura. I suoi zeloti interpretano erroneamente questa esistenza eterna come una longevità benevola e Dormammu dà loro parte del suo potere. Strange usa la Gemma del Tempo per intrappolare se stesso e Dormammu in un ciclo infinito, dove gli chiede di patteggiare e viene ucciso quando l'entità rifiuta ogni volta. Per sfuggire al loop, Dormammu accetta di ritirare i suoi zeloti dalla Terra e non tornarvi mai più. È interpretato da Benedict Cumberbatch e doppiato da Massimo Foschi.
- Stakar Ogord / Starhawk: Un leggendario e rispettato leader Ravager del clan di Stakar. Prese con sé Yondu tra le sue schiere sottraendolo dalla schiavitù a vita e successivamente lo esiliò quando scopri che contrabbandava bambini per conto di Ego (anche se tenne con sé l'ultimo, Peter Quill, quando scoprì il destino che lo attendeva). È un uomo d’onore molto legato al Codice Ravager e prova un profondo rammarico per la strada deviata intrapresa da Yondu. Dopo la morte di quest'ultimo, Rocket contatta Stakar e i suoi vecchi compagni per informare loro delle circostanze eroiche in cui ha perso la vita e loro si presentano al suo funerale per rendergli omaggio. In seguito, Stakar decide di riunirsi con i suoi vecchi compagni di squadra. È interpretato da Sylvester Stallone e doppiato da Massimo Corvo.
- Ego il pianeta vivente: Antagonista principale del film Guardiani della Galassia Vol. 2, è il padre biologico di Peter Quill; si dichiara un Celestiale o un "dio con la d minuscola", vive da solo su sé stesso insieme a Mantis, che trovò quando era una larva e che usa i suoi poteri per aiutarlo a dormire. Ha milioni di anni e imparò tempo prima a usare i suoi poteri cosmici per manipolare la materia e plasmare l'intero pianeta attorno a sé, arrivando a crearsi un corpo per interagire con altri esseri viventi nella galassia. Annoiato dalla sua immortalità e dall'essere circondato da creature inferiori, Ego decise di espandersi nell'universo di pianeta in pianeta con delle speciali piante, in realtà estensioni di stesso; per farlo necessita di un altro Celestiale, ragion per cui procreò con diverse razze aliene nel tentativo di avere un figlio portatore dei suoi geni, riuscendoci solo con la terrestre Meredith Quill. Rintracciando Peter Quill, Ego guadagna la sua fiducia con l'intenzione di sfruttare il suo potere anche contro la sua volontà; Star-Lord scopre che è stato Ego a uccidere Meredith mettendole un tumore in testa, poiché si stava innamorando per davvero di lei e che ha ucciso centinaia dei suoi altri figli che non possedevano i suoi geni. Star-Lord quindi, con l'aiuto dei suoi amici Guardiani, distrugge Ego con una bomba nel cervello fermando i suoi piani di conquista. In un 2014 alternativo, Ego riesce a raggiungere Quill sulla Terra,  poiché non si è unito ai Guardiani della Galassia, portando alla distruzione del mondo ma viene fermato dallo Star-Lord del suo universo. In un altro universo, Ego viene distrutto da Ultron insieme a tutti gli altri esseri viventi dell'universo. È interpretato da Kurt Russell e doppiato da Edoardo Siravo.
- Ayesha: Antagonista dei film Guardiani della Galassia Vol. 2 e Guardiani della Galassia Vol. 3, è l'alta sacerdotessa della razza aliena dei Sovereign, caratterizzati dall'estetica totalmente dorata e dalla personalità fredda, distaccata e altezzosa. Assume i Guardiani della Galassia per difendere delle batterie, ma quando Rocket Raccoon ne ruba alcune diventa determinata a ucciderli per vendicare l'affronto subito. Dopo i vari fallimenti si occupa di creare un nuovo membro della razza dei Sovereign che chiama Adam Warlock. È interpretata da Elizabeth Debicki e doppiata da Ilaria Egitto.
- Taserface: Antagonista del film Guardiani della Galassia Vol. 2, è un brutale mercenario Ravager della fazione esiliata di Yondu. Si ammutina contro quest'ultimo ritenendolo un debole a causa del favoritismo verso Peter Quill; è orgoglioso del suo soprannome, sebbene sia considerato ridicolo dagli altri. Intende consegnare Rocket, Groot e Yondu ai Sovereign per intascare la taglia, ma resta ucciso nell'esplosione dell'astronave innescata dai tre nella fuga. Prima di morire, contatta i Sovereign per comunicare loro la posizione dei Guardiani della Galassia. In un universo alternativo in cui T'Challa è diventato Star-Lord, lavora con lui e Yondu nella squadra dei Ravagers senza alcun proposito di ribellione. Interpretato da Chris Sullivan e doppiato da Metello Mori.
- Eugene "Flash" Thompson: Un compagno di classe di Peter Parker. Contrariamente alle sue precedenti incarnazioni non è un atleta popolare e arrogante, ma estremamente ricco e snob e usato principalmente a sfondo comico e ambiguo; spesso prende in giro Peter, mentre al contrario ammira Spider-Man senza sapere che sono la stessa persona. Durante la gita di classe in Europa fa molte dirette con Instagram, confessando poi che quello è un modo per cercare di piacere alle persone. Pur non essendo stato preso di mira da Mysterio, fa parte del gruppo di studenti in fuga dai droidi del criminale e sono i suoi video a permettere ad Happy di rintracciarli. Viene fatto intendere che ha una situazione familiare difficile, con il padre malato e la madre sempre impegnata per lavoro. Quando la vera identità di Spider-Man viene rivelata al mondo, cerca di spacciarsi come suo amico per ottenere popolarità, ma alla fine, come il resto del mondo, viene cancellata la memoria dall'incantesimo del Dottor Strange. È interpretato da Tony Revolori e doppiato da Mattia Nissolino.
- Betty Brant: Una compagna di scuola di Peter Parker che conduce il notiziario della scuola ed è la migliore amica di Liz Allan; il suo aspetto fisico potrebbe essere un omaggio a quello di Gwen Stacy, essendo bionda con una fascia nera per i capelli. È tra le vittime dello sterminio di Thanos, ma torna in vita cinque anni dopo; durante la gita scolastica in Europa inizia un'inaspettata relazione con Ned. Come quest’ultimo, MJ e Flash viene presa di mira da Mysterio in quanto potenziale testimone dei suoi crimini ma riesce a difendersi e salvarsi con gli amici ed Happy Hogan. Al termine del viaggio in Europa lei e Ned decidono reciprocamente di lasciarsi pur restando amici. Dopo l'esposizione dell'identità di Spider-Man, viene assunta come stagista dal Daily Bugle (come ricorda la sua controparte alternativa della Terra-96283). È interpretata da Angourie Rice e doppiata da Veronica Benassi.
- Liz Toomes: Un'ex compagna di classe di Peter Parker, il quale si innamora di lei, nonché la figlia del supercriminale Avvoltoio. In un'occasione, Peter confessa a Karen di volerle rivelare la sua identità segreta, ma teme la sua delusione in caso ella si aspettasse un tipo come Tony Stark dietro la maschera dell'Arrampicamuri. Grazie a lei il padre intuisce che Peter è Spider-Man, ma a differenza di quest'ultimo lei ne rimane inconsapevole. Dopo l'arresto del padre, Liz e sua madre si trasferiscono in Oregon. È interpretata da Laura Harrier e doppiata da Rossa Caputo.
- Adrian Toomes / Avvoltoio: Antagonista principale del film Spider-Man: Homecoming, è l'ex proprietario della Bestman Salvage, una compagnia di operai che ha perso il lavoro dopo la battaglia di New York a causa dell'intervento del Dipartimento di Stato della Damage Control, nata dall'associazione tra il governo federale e Tony Stark. Toomes e una squadra di ex operai, per mantenere le proprie famiglie, iniziarono quindi un commercio illegale di armi sfruttando gli armamenti appartenuti ai Chitauri e raccolti in città. Quando agisce nei panni dell'Avvoltoio indossa una tuta con ali a turbina, punte alari affilate e artigli montati sugli stivali, mentre normalmente porta un cappotto da aviatore. Entra in conflitto con Spider-Man quando inizia a indagare sui suoi affari e, dopo aver intuito la sua vera identità (esce con sua figlia Liz Allen), gli intima di non ostacolarlo più, non potendolo uccidere subito in quanto in quel momento è con sua figlia. Peter Parker interviene comunque quando scopre che sta cercando di rubare delle armi degli Avengers e successivamente gli salva la vita durante un combattimento prima di farlo arrestare da Happy Hogan e dall'FBI. A causa di ciò, la sua famiglia è costretta a trasferirsi; in carcere Toomes è avvicinato da Mac Gargan che vuole sapere da lui l'identità segreta di Spider-Man, ma nega di conoscerla, dato che ha sviluppato un minimo di rispetto per quest'ultimo. Qualche anno dopo, mentre sta scontando ancora la sua pena, Toomes viene trasportato in un altro universo alternativo, catalogato come la Terra-TRN688, come conseguenza delle azioni di Spider-Man e del Dottor Strange, e successivamente scarcerato in quanto in quell'universo non è colpevole di alcun crimine. In seguito, dopo essersi procurato un'altra tuta, si incontra con il vampiro vivente Michael Morbius e, sospettando che Spider-Man sia responsabile della sua presenza in quell'universo, propone a Morbius di lavorare assieme. È interpretato da Michael Keaton e doppiato da Luca Biagini.
- Herman Schultz / Shocker: Antagonista del film Spider-Man: Homecoming, è un operaio alle dipendenze di Adrian Toomes che lavora per lui anche nel traffico d’armi criminale dopo aver perso il lavoro a causa della Damage Control. Quando è in azione usa una versione modificata dei guanti di Crossbones; inizialmente questi ultimi e l'alias di Shocker erano usati da Jackson Brice, un suo collega ucciso accidentalmente dall'Avvoltoio. Nonostante l'insicurezza di un primo momento, successivamente prende gusto per il ruolo e cerca di uccidere Peter Parker nel parcheggio della scuola per conto di Toomes, dato che hanno scoperto si tratta di Spider-Man e non vogliono che intralci più i loro affari criminali. Riesce a dare del filo da torcere al ragazzo, ma quest’ultimo alla fine lo sconfigge grazie all'aiuto di Ned Leeds. In una scena tagliata alcuni studenti usciti dal ballo scolastico trovano Schultz intrappolato contro un autobus con delle ragnatele e scattano una foto con lui prima che venga presumibilmente arrestato dalle autorità. È interpretato da Bokeem Woodbine e doppiato da Alessandro Ballico.
- Phineas Mason / Riparatore: Antagonista del film Spider-Man: Homecoming, è il braccio destro di Toomes. Ha rubato il guanto di Crossbones utilizzato da Schultz, sottraendolo agli Avengers dopo il loro scontro con Rumlow a Lagos. Tende ad avere due comportamenti che infastidiscono molto Toomes: sbirciare spesso il suo telefono quando lui è assente, e i suoi tentativi di convincere il suo capo ad effettuare il "colpo dell'alta quota", ossia derubare un Aereo degli Avengers pieno di tecnologie che li arricchirebbe immensamente. Alla fine è l'unico membro della banda di Toomes che riesce a fuggire. È interpretato da Michael Chernus e doppiato da Roberto Stocchi.
- Mac Gargan / Scorpione: Antagonista dei film Spider-Man: Homecoming e Spider-Man: Brand New Day, è un acquirente di Toomes. Stando all'FBI, ha una lunga fedina penale, incluso omicidio. Tenta di acquistare delle armi da Toomes a bordo del traghetto per Staten Island, ma l'affare va a monte a causa dell'incursione di Spider-Man, il quale riesce a catturare Gargan dopo che quest'ultimo viene ferito gravemente da Toomes. In seguito, quando i due si incontrano in prigione, Gargan, orribilmente sfregiato al volto, chiede a Toomes di rivelargli l'identità di Spider-Man, dato che lo ritiene responsabile di ciò che gli è capitato e in modo tale che i suoi complici possano vendicarlo. Toomes tuttavia nega di saperlo, pur essendo a conoscenza dell'informazione, avendo sviluppato un minimo di rispetto per il giovane supereroe, lasciandolo visibilmente deluso. È interpretato da Michael Mando.
- Aaron Davis: Un criminale di basso livello con un senso della morale; è tra i compratori di Toomes, ma durante un affare con Schulz e Brice vengono interrotti da Spider-Man e quasi aggredito dai criminali che pensano li voglia tradire. Successivamente Spider-Man lo interroga bloccandogli una mano contro la sua auto e lui gli da’ informazioni sui piani di Toomes in quanto non vuole che le sue armi girino nel quartiere dove abita suo nipote. Quest’ultimo è Miles Morales, che nei fumetti veste i panni di Spider-Man; in una scena tagliata Davis non riesce a liberarsi dalle ragnatele che lo intrappolano alla sua auto e chiama suo nipote per informarlo della situazione. È interpretato da Donald Glover e doppiato da Simone Crisari.
- Karen: L'intelligenza artificiale installata nel costume di Spider-Man, che inizialmente la chiama "Lady Costume". Funziona letteralmente come gli occhi di Peter, in quanto, oltre a disporre di un programma chiamato "Protocollo Baby Monitor" (che filma qualsiasi cosa egli veda), gli da informazioni su qualsiasi posto o persona in cui si imbatte il ragazzo. Aiuta Peter nella sua ricerca dell'Avvoltoio, fino a quando Tony non lo punisce riprendendosi il costume. È doppiata in originale da Jennifer Connelly e in italiano da Erica Necci.
- Hela: Antagonista principale del film Thor: Ragnarok, basata sulla divinità norrena Hel, è la primogenita di Odino, Dea della Morte. In passato lei e il padre compivano campagne di conquista cruente per i Nove Regni, ma fu successivamente rinnegata e bandita da lui per la sua eccessiva sete di potere. È una strega e guerriera talmente abile da riuscire a sconfiggere da sola l'intero esercito asgardiano, inoltre massacrò le Valchirie quando furono mandate da Odino per fermarla. Con la morte di Odino Hela fa ritorno dal suo esilio e affronta Thor e Loki, per poi cercare di prendere il trono di Asgard e ricominciare la sua campagna di conquista; la sua potenza è legata ad Asgard, pertanto per sconfiggerla Thor e Loki, insieme a Valchiria, Hulk ed Heimdall, sono costretti a scatenare il Ragnarok durante la quale la dea e Surtur si uccidono a vicenda. Come armata ha un esercito di morti viventi e il gigantesco lupo Fenris; è in grado di generare infinite spade e pugnali dal nulla ed è riuscita a distruggere Mjolnir. È interpretata da Cate Blanchett e doppiata da Roberta Pellini.
- En Dwi Gast / Gran Maestro: Antagonista del film Thor: Ragnarok, è il dispotico governatore di Sakaar, un alieno folle, eccentrico, subdolo, spietato e sebbene comico e simpatico. Fu il primo a capitare in quel mondo e pur avendo milioni di anni è praticamente immortale dal momento che il tempo scorre diversamente su Sakaar. Dirige un'arena di combattimento per gladiatori nella quale ha come campione Hulk, arrivando a truccare le competizioni per farlo vincere sempre. Thor, Valchiria, Bruce Banner e Loki riescono a scappare da Sakaar rubando due navicelle spaziali del Gran Maestro e scatenando nel mentre una rivoluzione, il quale si trova poi in balia di alcuni ribelli. Nonostante non sia stato confermato apertamente, è il fratello del Collezionista. In un universo alternativo partecipa al party di Thor sulla Terra, mentre in un altro viene ucciso dall'esercito di Ultron quando distrugge Sakaar. È interpretato da Jeff Goldblum e doppiato da Mario Cordova.
- Surtur: Antagonista del film Thor: Ragnarok, è l'antico ed eterno nemico di Thor e di Asgard, Signore di Muspelheim, uno dei Nove Regni della mitologia norrena. È un potente e malvagio demone del fuoco che brama di distruggere personalmente Asgard così da realizzare la profezia del Ragnarok. Sconfitto in passato da Odino, riesce a fare prigioniero Thor quando questi si reca nei suoi domini in cerca di informazioni riguardo alle Gemme dell'Infinito; il Dio del Tuono si libera dalla prigionia con estrema facilità e, dopo aver spazzato via l'esercito del demone con Mjolnir, lo affronta direttamente e dopo un breve scontro lo distrugge, portando in seguito il suo Teschio ad Asgard come trofeo. Quando però Hela diventa troppo potente persino per Thor, quest'ultimo capisce che l'unico modo per fermarla è distruggere la fonte del suo potere, ovvero Asgard, e l'unico modo per far sì che questo avvenga è scatenare il Ragnarok. Surtur viene così resuscitato da Loki che riunisce il suo Teschio alla Fiamma Eterna presente nei sotterranei di Asgard: grazie ad essa, il demone rientra in possesso dei suoi poteri originali (fu Odino a sottrargli la Fiamma migliaia di anni prima per impedire l'avverarsi della profezia) e, dopo aver raggiunto dimensioni apocalittiche, si scontra prima con Hulk (battendolo subito) e poi con Hela che, pur riuscendo a ferirlo mortalmente, viene uccisa quando Surtur affonda la sua spada Crepuscolo nel cuore di Asgard, distruggendola insieme alla Dea della Morte e morendo lui stesso. È interpretato da Clancy Brown e doppiato da Roberto Fidecaro.
- Skurge / Esecutore: Antagonista del film Thor: Ragnarok, è un asgardiano vecchio conoscente di Thor; quando Heimdall viene licenziato da Odino (in realtà Loki) Skurge prende il suo posto come guardiano del Bifrost. Si dimostra piuttosto incompetente in tale ruolo, raccogliendo svariati oggetti provenienti dalla Terra e portando sul posto di lavoro delle donne per impressionarle. Quando Hela prende il controllo di Asgard, Skurge diventa il suo servitore ed “Esecutore” sebbene in realtà sia intimorito da lei.  Quando Thor e i suoi compagni tornano nel regno per evacuare i cittadini, inizialmente Skurge cerca di infiltrarsi tra i rifugiati ma in seguito decide di sacrificarsi combattendo contro l'esercito di Hela con le sue mitragliatrici M16, venendo per questo punito dalla Dea che lo uccide per il suo tradimento. È interpretato da Karl Urban e doppiato da Dario Oppido.
- N'Jadaka / Erik "Killmonger" Stevens: Antagonista principale del film Black Panther, è un soldato di back-op americano e arcinemico dei suoi cugini T'Challa e Shuri. È il figlio del principe N'Jobu del Wakanda, nato in America un quartiere povero dell'Oakland. Dopo che il padre viene ucciso da Black Panther, Erik è abbandonato a sé stesso in quanto T’Chaka si rifiuta di portare il bambino nel Wakanda, non essendo nativo del posto. Cresciuto, Stevens si arruola nell'esercito e si guadagna il soprannome di "Killmonger" per l'alto numero di uccisioni a suo carico; ha il busto coperto di cicatrici autoinflitte per segnare ogni omicidio. Stringendo una finta alleanza con Ulysses Klaue riesce a raggiungere il Wakanda, dove rivendica il trono, riuscendo inizialmente a prevalere su T'Challa in combattimento, con l'intenzione di usare le armi e le ricchezze del Wakanda per aiutare gli oppressi di tutto il mondo, armandoli e portandoli in tal modo ad abbattere i governi. T'Challa lo sconfigge ferendolo mortalmente dopo un lungo combattimento insieme ai suoi alleati e lo porta a vedere il tramonto del Wakanda come suo ultimo desiderio. Pur con la possibilità di curarsi e salvarsi, Erik rifiuta scegliendo di morire piuttosto che passare la vita in cella. In un universo alternativo, Killmonger salva Tony Stark dal rapimento dei Dieci Anelli e manipola gli eventi per iniziare una guerra tra Stati Uniti e Wakanda (uccidendo, tra gli altri, Stark, T'Challa e Rhodes), venendo però smascherato da Pepper Potts e Shuri. Successivamente viene nominato dall'Osservatore uno dei Guardiani del Multiverso; cerca di tradire gli alleati impossessandosi delle Gemme dell'Infinito, ma il tutto si rivela un piano dello stesso Osservatore che lo intrappola con Zola in una dimensione tascabile affinché combattano per l'eternità senza nuocere al Multiverso. Appare nel piano ancestrale come visione alla giovane cugina Shuri quando quest'ultima assume il ruolo della nuova Pantera Nera, incitandola beffardamente a fare una scelta per vendicarsi e uccidere a sangue freddo Namor per la morte della regina Ramonda oppure dovrà seguire le gesti nobili di T'Challa, se lo avesse combattuto con onore per risparmiarlo. È interpretato da Michael B. Jordan e doppiato da Simone Crisari.
- Zuri: Un abitante di Wakanda; in passato servì come spia per re T'Chaka lavorando al fianco di N’Jobu, fratello del sovrano per smascherare il suo tradimento perso il Wakanda. Fu l'unico testimone dell'omicidio di N'Jobu per mano di T'Chaka, che intervenne per salvarlo dal momento che cercò di ucciderlo durante l'arresto. Successivamente diventa il consigliere del figlio di T’Chaka, T’Challa, quando diventa il nuovo re e gli racconta la verità sull'omicidio commesso dal padre. Durante lo scontro tra Killmonger e T'Challa, Zuri interviene per salvarlo dicendo a Killmonger che è a causa sua se suo padre è morto e viene pertanto ucciso da lui. È interpretato da Forest Whitaker e doppiato da Roberto Stocchi.
- W'Kabi:  Antagonista del film Black Panther, è il leader della tribù di confine del Wakanda, si occupa della cura di rinoceronti armati che difendono il Paese; inizialmente è il miglior amico di T'Challa e amante di Okoye. Si distacca dal giovane sovrano quando questi fallisce nel catturare Klaue, che anni prima uccise i suoi genitori per rubare del vibranio, e diventa fedele a Killmonger nella sua presa al potere. Guida la sua tribù e i rinoceronti contro T'Challa e i suoi compagni, arrendendosi solo quando Okoye minaccia di ucciderlo pur di difendere il Wakanda. È interpretato da Daniel Kaluuya e doppiato da Francesco Cavuoto.
- Eitri il Nano: Il re dei Nani, un'antica razza di fabbri e forgiatori d’armi che risiede a Nidavellir. Nonostante sia un nano è di dimensioni gigantesche; Thor si dirige da lui con Rocket e Groot in Infinity War per chiedergli aiuto a forgiare un'arma con cui possa combattere Thanos e scopre che tutti i nani sono stati sterminati dal Titano Pazzo che li aveva costretti a costruire il Guanto dell'Infinito per contenere il potere delle Gemme dell'Infinito minacciando di ucciderli, per poi farlo ugualmente lasciando in vita solo EItri mutilandogli le mani con metallo fuso affinché non potesse più costruire nulla. Thor, Rocket e Groot riescono comunque ad aiutarlo a forgiare l'ascia mistica Stormbreaker. È interpretato da Peter Dinklage e doppiato da Pino Insegno.
- Sonny Butch: Antagonista del film Ant-Man and the Wasp, è un commerciante in nero di tecnologia che ha dei collaboratori nell'FBI. Viene contattato da Hank Pym e Hope Van Dyne per ottenere materiali per il loro Tunnel Quantico, ma in seguito decide di impossessarsi del loro laboratorio portatile in quanto pieno di tecnologia quantistica; si scontra ripetutamente con Ant-Man, Wasp e i loro compagni. Alla fine lui e i suoi uomini vengono fatti arrestare da Luis, Kurt e Dave che li portano a confessare i loro crimini con il siero della verità. Tornerà in Armor Wars. È interpretato da Walton Goggins e doppiato da Riccardo Scarfoni.
- Yon-Rogg: Antagonista principale del film Captain Marvel, è il leader della Starforce agli ordini della Suprema Intelligenza, che guida i Kree nella guerra contro gli Skrull; cercando l'ex scienziata Kree Mar-Vell sulla Terra incontra e rapisce Carol Danvers dopo che ha acquisito straordinari poteri, uccidendo Mar-Vell; cancella la memoria di Danvers e le dona il suo sangue facendole credere di essere una Kree e diventando il suo mentore. Durante una missione Carol scopre la sua vera identità e che gli Skrull sono dei rifugiati catturati e braccati dai Kree; combattendo contro Yon-Rogg riesce a sconfiggerlo e lo rimanda su Hala per informare la Suprema Intelligenza che la fermerà. È interpretato da Jude Law e doppiato da Riccardo Niseem Onorato.
- La Suprema Intelligenza: Antagonista dei film Captain Marvel e The Marvels, è un programma informatico super-tecnologico alla guida dei Kree; assume l'aspetto fisico dell'individuo più rispettato dal suo interlocutore e pertanto viene sempre vista da Carol Danvers come la dottoressa Wendy Lawson, anche se inizialmente la donna non la riconosce a causa della sua amnesia. Raccomanda continuamente a Carol di sopprimere le sue emozioni per non farle sfruttare appieno i suoi poteri; quando Danvers recupera la memoria, la Suprema Intelligenza manda Yon-Rogg a rapirla, ma lei riesce ad affrontarla e a fuggire liberando il suo potenziale. Dopo aver sconfitto Yon-Rogg, Carol lo rimanda su Hala per informare la Suprema Intelligenza che la fermerà. In The Marvels, la Suprema Intelligenza viene alla fine distrutta da parte di Carol dopo che ha portato alla guerra civile tra le specie Kree sul loro mondo natale. È interpretata da Annette Bening e doppiata da Claudia Razzi.
- Mar-Vell / Wendy Lawson: Una scienziata Kree che si è ribellata all'ingiusta guerra della sua specie con gli Skrull, fuggendo sulla Terra negli Anni Ottanta e adottando lo pseudonimo della dottoressa Wendy Lawson, una fisica del Progetto Pegasus. Usando il Tesseract, cerca di sviluppare un motore sperimentale che permetta agli Skrull di stabilirsi oltre la portata dell'Impero Kree. Viene uccisa da Yon-Rogg in un attacco aereo, sebbene prima istruisca la sua pupilla Carol Danvers di distruggere il motore affinché Yon-Rogg non lo sequestri e usi per i suoi scopi. È interpretata da Annette Bening e doppiata da Claudia Razzi.
- Quentin Beck / Mysterio: Antagonista principale del film Spider-Man: Far from Home, è un ex scienziato delle Stark Industries, il creatore della tecnologia olografica esibita da Tony Stark nel film Captain America: Civil War. Beck si infuriò perché Tony gli aveva "rubato" la sua invenzione e in seguito fu licenziato per instabilità mentale. Si alleò così con altri ex dipendenti di Stark bistrattati e frustrati, per poi approfittare del vuoto lasciato con la morte di Tony per fingersi un supereroe proveniente da un'altra dimensione in lotta contro creature denominate Elementari che minacciano la Terra, in realtà frutto di illusioni tecnologiche molto realistiche messe su dalla sua squadra per diventare un eroe come gli Avengers. Si allea con Nick Fury (in realtà Talos sotto le sue sembianze) e Peter Parker per sconfiggere gli Elementali con il vero intento di impossessarsi dell'Intelligenza Artificiale E.D.I.T.H. lasciata a Peter da Tony per diventare il nuovo Iron Man. Quando scopre che Peter ha trovato uno dei proiettori usati per creare le sue illusioni, Beck decide di uccidere il ragazzo e i suoi amici per scongiurare il rischio che lo smascherino, per poi architettare un attacco a Londra con numerose vittime per apparire un eroe. Spider-Man riesce però a distruggere buona parte dei suoi droni e a recuperare E.D.I.T.H. per annullare l'attacco e nello scontro Beck viene apparentemente ucciso da uno dei suoi droni. A insaputa di tutti, uno dei suoi uomini scarica un video postumo pesantemente ritoccato, in cui questi rivela la vera identità di Spider-Man e lo accusa di aver mandato lui i droni a causare devastazione e di averlo ucciso, facendolo apparire colpevole. Tale video viene mandato in onda per far apparire Beck un eroe pubblicamente e screditare Peter Parker. È interpretato da Jake Gyllenhaal e doppiato da Stefano Crescentini.
- Dimitri Smerdyakov: Un agente dello S.H.I.E.L.D. che lavora per Nick Fury e assiste Peter Parker nel suo viaggio in Europa per combattere gli elementali. Non si fa alcun cenno all'alter ego fumettistico Camaleonte, sebbene si scopra che lo stesso Nick Fury era stato sostituito dallo Skrull mutaforma Talos per l'intera durata del film. È interpretato da Numan Acar e doppiato da Francesco Sechi.

## Introdotti nellaSaga del multiverso

### Introdotti nella Fase Quattro
- Rick Mason: Un agente dello S.H.I.E.L.D., e alleato di Natasha Romanoff che in passato ha avuto per lei un interesse amoroso, l'aiuta a procurarsi vari mezzi con cui nascondersi dal governo quando viene braccata. È interpretato da O. T. Fagbenle e doppiato da Gianfranco Miranda.
- Dreykov: Antagonista principale del film Black Widow, è il capo della Stanza Rossa e il padre di Antonia Dreykov, alias Taskmaster, nonché arcinemico personale di Natasha Romanoff (Vedova Nera); è un uomo incredibilmente spietato, corrotto, ambizioso, meschino, spregevole, misogino, ipocrita, odioso, brutale, egoista, arrogante, crudele, infido, assetato di potere e senza scrupoli che vede le ragazze abbandonate di tutto il mondo come potenziali armi, uccidendo quelle troppo deboli e sottoponendo le superstiti al lavaggio del cervello, per sfruttarle come agenti e sicari. Dopo essere stato affrontato da Natasha, viene ucciso da Yelena Belova che causa l'esplosione del suo stesso elicottero mentre la Stanza Rossa viene distrutta e le ragazze e donne da lui controllate liberate. È interpretato da Ray Winstone e doppiato da Paolo Marchese.
- Antonia Dreykov / Taskmaster: Antagonista dei film Black Widow e Thunderbolts*, è una misteriosa figura mascherata addestrata nella Stanza Rossa. Studia lo stile di combattimento dei suoi avversari per imitarli e usarli contro di loro; le sue tecniche ricordano quelli di altri supereroi. In realtà è Antonia, la figlia del generale Dreykov, rimasta orribilmente sfigurata in un attentato orchestrato da Natasha Romanoff e Clint Barton per uccidere Dreykov nel quale lei divenne una vittima collaterale. In seguito a ciò, il padre le impiantò un microchip con cui controllarla e usarla come sicario, finché Natasha non la libera disattivando il chip, durante il loro ultimo scontro. In Thunderbolts*, Taskmaster fa una brevissima apparizione prima di venire assassinata da Ghost, come vittima di un piano pluriomicida ordito dalla contessa Valentina Allegra de Fontaine. È interpretata da Olga Kurylenko e doppiata da Emma Grasso.
- Xu Wenwu / Mandarino: Antagonista principale del film Shang-Chi e la leggenda dei Dieci Anelli, è il leader dell'organizzazione criminale dei Dieci Anelli, una figura quasi leggendaria; in Iron Man 3 viene usata la sua immagine dal criminale Aldrich Killian mediante l'attore da quattro soldi Trevor Slattery per mascherare le sue attività criminali. In realtà il Mandarino si chiama Xu Wenwu ed è un criminale che ha costruito un impero dopo essere vissuto per centinaia di anni grazie al potere dei mistici Dieci Anelli. Decise di abbandonare il crimine dopo essersi sposato con Jiang Li, avendo da lei i figli Shang-Chi e Xialing, ma quando la donna fu uccisa dai suoi vecchi avversari in affari tornò a essere un criminale sottoponendo a un intenso allenamento anche Shang-Chi, finché entrambi i figli lo abbandonarono in giovane età per ricostruirsi una vita. Wenwu viene manipolato da un demone millenario che gli fa credere di essere l'anima di Jiang Li intrappolata in una caverna sorvegliata dai cittadini di Ta-Lo, pertanto il Mandarino guida i suoi uomini per aprire un varco, scontrandosi anche con i suoi figli. Dopo aver appreso il suo errore, si sacrifica per salvare Shang-Chi dandogli il potere dei Dieci Anelli, prima di venire eliminato dal mostruoso Divoratore di Anime. È interpretato da Tony Leung Chiu-Wai e doppiato da Antonio Sanna.
- Ajak: La saggia e spirituale leader degli Eterni. Usa le sue abilità per curare gli Eterni e gli esseri umani ed è in grado di comunicare con i Celestiali. È l'unica del gruppo ad essere a conoscenza del vero scopo degli Eterni sulla Terra, confidandolo a Ikaris in quanto consapevole della sua determinazione del portare a termine la missione. Ricorda insistentemente ai compagni che non devono intervenire per aiutare gli umani a meno che non si tratti di combattere i Devianti, elemento che porterà alla separazione della squadra. Resasi conto dell'affezione che gli Eterni hanno sviluppato per la Terra e i suoi abitanti, nel presente decide di impedire l'Emersione e pertanto Ikaris la uccide inviandola in mezzo ai Devianti con l'inganno, poiché ormai ossessionato all'idea di realizzare l'Emersione. Il suo ruolo di leader passa a Sersi. È interpretata da Salma Hayek e doppiata da Ilaria Stagni.
- Gilgamesh: Il più forte degli Eterni, che può realizzare un esoscheletro di energia cosmica. Dopo l'apparente sconfitta dei Devianti va in esilio con Thena e si occupa di lei, in quanto la compagna diventa sempre più instabile a causa della sua malattia degenerativa, sviluppando un forte legame di affetto reciproco. Accetta di tornare nella squadra con la ricomparsa dei Devianti, ma viene ucciso da Kro durante lo scontro in Amazzonia. È interpretato da Don Lee e doppiato da Luca Graziani.
- Ikaris: Antagonista principale del film Eternals, è il leader tattico degli Eterni, nonché uno dei più forti della squadra, essendo in grado di volare, sparare raggi laser dagli occhi ed essendo dotato di forza sovrumana. È l'unico del gruppo a cui Ajak abbia confidato le vere ragioni per cui si trovano sulla Terra e, a causa di ciò, ha passato i millenni a rifuggire a ogni forma di contatto con la vita terrestre essendo consapevole della sua futura distruzione. Si lega a Sersi fino a convolare a nozze con lei, ma successivamente sceglie di abbandonarla in quanto pressato dalla sua consapevolezza. Quando Ajak lo informa che intende radunare la squadra per fermare l'Emersione, Ikaris la conduce con l'inganno dai Devianti e ne causa la morte, ingannando poi i suoi compagni e arrivando a combatterli cercando di ucciderli quando scoprono quello che ha fatto e cercano di impedire l'Emersione. Alla fine sceglie di aiutarli resosi conto del profondo amore che lo lega a Sersi e alla vita sulla Terra; compiuta la missione, in preda al rimorso per quello che ha fatto, vola verso il sole, presumibilmente suicidandosi. È su di lui che è basato il personaggio mitologico di Icaro. È interpretato da Richard Madden e doppiato da Edoardo Stoppacciaro.
- Il Generale Kro: Antagonista del film Eternals, è il leader dei Devianti. Uccide Ajak e Gilgamesh assorbendo i loro poteri, ma viene ucciso da Thena dopo aver cercato di assorbire anche i suoi. È doppiato in originale da Bill Skarsgård e in italiano da Sergio Lucchetti.
- Eros / Starfox: Il principe di Titano e fratellastro di Thanos che incontra gli Eterni Thena, Makkari e Druig sulla Terra insieme con il suo assistente Pip il Troll, in cui si offre di aiutarli. È interpretato da Harry Styles e doppiato da Alessandro Campaiola.
- Pip il Troll: L'assistente di Eros, alias Starfox, che incontra insieme gli Eterni Thena, Makkari e Druig sul pianeta Terra, in cui si offre di aiutarli. È doppiato in originale da Patton Oswalt e in italiano da Luigi Ferraro.
- Norman Osborn / Goblin: Antagonista principale del film Spider-Man: No Way Home, è un brillante e ambizioso scienziato, amministratore delegato della Oscorp proveniente da un universo alternativo catalogato come la Terra-96283, che ha sviluppato una doppia personalità più folle e maniacale dopo un incidente di laboratorio che gli ha donato poteri sovrumani. Ha combattuto Peter-Due/Spider-Man, fino a quando non è morto trafitto accidentalmente dal suo stesso aliante su cui volava sopra. Tuttavia, si ritrova vivo e trasportato attraverso il Multiverso a causa dell'incantesimo fallito del Dottor Strange. Perso in una realtà sconosciuta, Osborn riprende in seguito il controllo della sua mente, cercando rifugio da Spider-Man, che cerca di curare lui e gli altri cattivi multiversali. Tuttavia, Goblin riprende il controllo della mente di Norman e uccide May Parker. In uno scontro finale sulla Statua della Libertà, Goblin ha una resa dei conti con Spider-Man, che tenta di vendicarsi per la morte di May, ma viene salvato da Peter-Due. Al supercriminale viene quindi somministrato l'antisiero, eliminando definitivamente la personalità malvagia del Goblin dalla mente di Osborn, per poi venire riportato nel suo universo natale. Nella serie animata Il vostro amichevole Spider-Man di quartiere è presente un'altra variante di Norman Osborn in cui è il CEO della Oscorp che fa da mentore al suo Peter Parker al posto di Tony Stark (Iron Man), prendendo il ragazzo sotto la sua ala nella versione alternativa principale dell'MCU. È interpretato da Willem Dafoe e doppiato da Francesco Pannofino.
- Otto Octavius / Dottor Octopus: Antagonista del film Spider-Man: No Way Home, è un brillante scienziato di un universo alternativo catalogato come la Terra-96283 dotato di quattro tentacoli artificiali fusi al suo corpo dopo un incidente, che hanno corrotto la sua mente convincendolo a costruire un pericoloso reattore nucleare a fusione con cui ha finito per annegare nel fiume Hudson dopo uno scontro finale con Peter-Due. Tuttavia, il Dottor Octopus si ritrova vivo e teletrasportato magicamente attraverso il Multiverso a causa dell'incantesimo rovinato del Dottor Strange. Qui, incontra la versione di Spider-Man di quell'universo e combatte contro lui, ma viene sconfitto e inviato al Sanctum Sanctorum dello stregone. Piuttosto che rimandare lui e gli altri cattivi nei loro universi a morire, Peter sceglie di curarli per dargli tutti una seconda occasione, liberando Octavius dal controllo dei suoi tentacoli. Octavius quindi assiste volentieri di aiutare Spider-Man, lo Spider-Man del suo universo, con il quale si riunisce brevemente, e lo Spider-Man della Terra-120703, nello scontro finale contro il Goblin e gli altri tre cattivi (durante il quale inganna e sconfigge Electro), finché non vengono tutti curati e rimandati ai loro universi natali, compreso lui stesso, che porta con sé il Reattore ARC di Iron Man sottratto ad Electro. È interpretato da Alfred Molina e doppiato da Massimo Lodolo.
- Flint Marko / Uomo Sabbia: Antagonista del film Spider-Man: No Way Home, è un criminale e rapinatore di un universo alternativo catalogato come la Terra-96283, che dopo un incidente con un super collisore ha ottenuto il potere di divenire sabbia. Non è un uomo crudele nonostante il suo mestiere, essendosi riappacificato con Peter-Due dopo che quest'ultimo lo incolpava inizialmente della morte di suo zio. Marko si ritrova catapultato nel Multiverso a causa dell'incantesimo fallito del Dottor Strange. Cercando di tornare nel suo luogo di origine e prendersi cura di sua figlia Penny, Flint accetta di lavorare con lo Spider-Man di questo universo per essere curato e mandato a casa. Tuttavia, quando Goblin sabota questi piani, Marko perde la pazienza e decide di combattere i tre Spider-Man. Alla fine, viene curato e ritorna nel suo universo natale. È interpretato da Thomas Haden Church e doppiato da Pino Insegno.
- Max Dillon / Electro: Antagonista del film Spider-Man: No Way Home, è un ingegnere elettrotecnico di un universo alternativo catalogato come la Terra-120703, che dopo essere caduto in una vasca di anguille elettriche ha ottenuto poteri elettrici. Si è scontrato con Peter-Tre/Spider-Man, uno dei suoi ex idoli, finché non è stato sovraccaricato di energia e ucciso. Tuttavia, Electro si ritrova trascinato attraverso il Multiverso a causa dell'incantesimo rovinato del Dottor Strange, dove combatte brevemente lo Spider-Man di quell'universo. Dopo la sua cattura accetta, insieme agli altri viaggiatori del multiverso, la proposta del giovane supereroe di provare a curarli. Tuttavia Dillon viene convinto dal Goblin a mantenere i suoi poteri, rubando il Reattore ARC di Iron Man per aumentare il suo potere. Electro ingaggia una battaglia contro i tre Spider-Man, fino a quando non viene finalmente sconfitto e curato dal Dottor Octopus, prima di riconciliarsi con il suo Spider-Man ed essere rimandato nel suo universo natale. È interpretato da Jamie Foxx e doppiato da Franco Mannella.
- Curt Connors / Lizard: Antagonista del film Spider-Man: No Way Home, è un brillante scienziato della Oscorp proveniente da un universo alternativo catalogato come la Terra-120703, che dopo un esperimento fallito per il suo nuovo braccio destro si è trasformato in un grande e orrendo uomo lucertola dalla forza sovrumana. Ha tentato di tramutare il resto della razza umana in rettili come lui, ma è stato fermato e curato da Peter-Tre. Tuttavia, Lizard viene trasportato attraverso il Multiverso in un'altra realtà dall'incantesimo rovinato del Dottor Strange, dove viene rapidamente catturato dallo stesso stregone. Connors riceve poi insieme agli altri viaggiatori del Multiverso la proposta di Spider-Man di provare a curarli, ma Goblin manda in rovina questi piani. Lizard si unisce quindi agli altri cattivi multiversali in una battaglia finale nella Statua della Libertà contro i tre Spider-Man, finché non viene ritrasformato in umano e rimandato nel suo universo natale. È interpretato da Rhys Ifans e doppiato da Simone Leonardi.
- Eddie Brock / Venom: Un fotoreporter venuto a contatto con un simbionte nero diventato un eroe nel suo universo alternativo catalogato come la Terra-TRN688, compare nella scena finale durante i titoli di coda del film Spider-Man: No Way Home, dove parlando di cosa è accaduto nell'MCU, viene riportato magicamente nel suo universo natale dall'incantesimo del Dottor Strange, ma un pezzo del simbionte si stacca dal suo corpo prima che venga teletrasportato. È interpretato da Tom Hardy e doppiato da Adriano Giannini.
- Stephen Strange / Defender Strange: Una versione alternativa del Dottor Strange nella Terra-617 (la stessa terra della saga letteraria Liceali in Fuga, nonostante la mancanza di riferimenti) che si occupa di proteggere America Chavez da un demone interdimensionale. Quando vengono messi alle strette, cerca di prelevare il potere di America (rischiando di ucciderla) affinché non venga assorbito dalla creatura, ma viene ferito mortalmente dal demone. Il corpo di Strange e America finiscono poi sulla Terra-616 (l'universo principale dell'MCU) e il cadavere viene mostrato allo Strange di quell'universo e a Wong, che lo seppelliscono. Successivamente lo Strange della Terra-616 usa la tecnica del dreamwalking per possedere il cadavere e combattere Wanda Maximoff. È interpretato da Benedict Cumberbatch e doppiato da Francesco Bulckaen.
- Stephen Strange / Sinister Strange: Antagonista del film Doctor Strange nel Multiverso della Follia, è una versione sadica e malvagia del Dottor Strange in una realtà alternativa catalogata come la Terra-199999, che ha usato il potere dell'oscuro libro del Darkhold per trovare un altro universo dove avrebbe potuto vivere felicemente con Christine, ma non riuscendoci, ha ucciso altre versioni di se stesso portando alla rovina del proprio mondo. Quando lo Strange della Terra-616 e la Palmer della Terra-838 arrivano nel suo mondo, i due stregoni si scontrano e il Sinister Strange viene ucciso dalla sua controparte buona al termine del loro combattimento con gli incantesimi delle note musicali, mentre viene scagliato fuori da una finestra e facendolo impalare con orrore ad una delle cancellate. È interpretato da Benedict Cumberbatch e doppiato da Francesco Bulckaen.
- Stephen Strange / Supreme Strange: Una versione alternativa del Dottor Strange nella Terra-838, è lo Stregone Supremo membro degli Illuminati. Usa sconsideratamente il potere del Darkhold per combattere e sconfiggere Thanos, creando così un'"incursione" che distrugge un altro universo. Per questa ragione viene giustiziato volontariamente da Freccia Nera sulla decisione dei suoi compagni Illuminati, che fanno credere al mondo che si sia sacrificato per uccidere Thanos diventando noto come "il più grande eroe della Terra-838". Il suo ruolo come Stregone Supremo e membro degli Illuminati viene preso dal Barone Mordo. È interpretato da Benedict Cumberbatch e doppiato da Francesco Bulckaen.
- Charles Xavier / Professor X: Il leader degli Illuminati in un altro universo alternativo catalogato come la Terra-838, è un uomo su sedia a rotelle che ha capacità telepatiche: tenterà di leggere la mente di Wanda Maximoff per liberarla dal controllo di Scarlet Witch ma verrà telepaticamente ucciso dalla strega, insieme al resto degli Illuminati, tutti tranne il Barone Mordo che riesce sopravvivere. È interpretato da Patrick Stewart (già interprete del personaggio nella serie cinematografica degli X-Men) e doppiato da Ennio Coltorti.
- Blackagar Boltagon / Freccia Nera: Un inumano membro e componente degli Illuminati in un altro universo alternativo catalogato come la Terra-838, la sua voce è ultrasonora e anche il minimo sussulto può scaturire il suo potere, per questo parla con il linguaggio dei segni. Successivamente affronterà Wanda insieme ai suoi compagni ma verrà ucciso dalla strega. È interpretato da Anson Mount.
- Gorr il Macellatore di Dei: Antagonista principale del film Thor: Love and Thunder, è uno spietato e vendicativo killer galattico che vuole uccidere tutti gli dei dopo essere stato deluso dal dio che serviva. Brandisce una spada maledetta che gli conferisce poteri sovrumani ma che lentamente lo porta alla morte; il suo intento è quello di raggiungere un'entità cosmica chiamata l'Eternità, per poter esprimere il suo desiderio genocida. Dopo essersi scontrato con Thor, Jane Foster e Valchiria, riacquisisce abbastanza lucidità da sfruttare il suo desiderio per riportare in vita la figlia Love, che affida alle cure di Thor prima di morire. È interpretato da Christian Bale e doppiato da Riccardo Scarafoni.
- Zeus: Antagonista del film Thor: Love and Thunder, è il padre e re degli dei greci. È un individuo cinico, rozzo e arrogante che non si cura del benessere del cosmo. Quando Thor va a chiedergli aiuto per combattere Gorr, Zeus rifiuta e attacca lui e i suoi amici, portando Thor a ferirlo gravemente e a rubargli la sua arma più potente, la folgore Thunderbolt. In seguito a ciò, Zeus giura vendetta contro Thor e manda suo figlio Ercole ad ucciderlo. È interpretato da Russell Crowe e doppiato da Luca Ward.

### Introdotti nella Fase Cinque
- Jentorra: Una coraggiosa e imprevedibile guerriera e la leader dei Combattenti per la Libertà in cui cerca di correggere le ingiustizie che devono affrontare le comunità nel Regno Quantico e sventare quindi i folli piani di conquista del multiverso di Kang il Conquistatore. È interpretata da Katy O'Brian e doppiata da Irene Trotta.
- Quaz: Un telepate che vive nel Regno Quantico ed un membro dei Combattenti per la Libertà. È interpretato da William Jackson Harper e doppiato da Jacopo Venturiero.
- Veb: Una creatura simile a una melma che vive nel Regno Quantico ed un membro dei Combattenti per la Libertà. È interpretato da David Dastmalchian e doppiato da Alessandro Capra.
- Xolum: Un feroce e temuto guerriero con un grande cilindro simile al vetro che conteneva una supernova, che poteva essere usata per rilasciare potenti raggi di energia, ed uno dei membri dei Combattenti per la Libertà che vive nel Regno Quantico. Durante la battaglia finale per aiutare il resto dei suoi compagni di squadra (compresi Ant-Man, Wasp e Stature), viene ucciso per mano di Kang. È interpretato da James Cutler e doppiato da Antonio Serrano.
- Lord Krylar: Antagonista del film Ant-Man and the Wasp: Quantumania, è il tirannico governatore di Axia, una comunità all'interno del Regno Quantico, che ha avuto una storia con Janet van Dyne, ma ora è un ex membro dei Combattenti per la libertà divenuto uno sgherro di Kang il Conquistatore. È interpretato da Bill Murray e doppiato da Michele Gammino.
- L'Alto Evoluzionario: Antagonista principale del film Guardiani della Galassia Vol. 3, è uno scienziato malvagio, ambizioso, crudele, delirante, ambiguo, egoista e arrogante che punta al perfezionamento della società attraverso la creazione di nuove specie sempre migliori, venendo visto come un dio da molte culture, e arcinemico personale di Rocket Raccoon. Tuttavia, dietro alla facciata di un uomo giusto nasconde la totale indifferenza verso le specie create, viste come meri strumenti per il suo scopo che possono essere distrutti in ogni momento. In passato creò il procione geneticamente modificato Rocket, che riuscì a perfezionare il suo processo evolutivo donando l'intelligenza alle sue creature: affascinato dal cervello di Rocket, l'Alto Evoluzionario decise di estrarre il suo cervello per studiarlo, ma il procione riuscì a sfuggire sfigurando il suo creatore, non prima che questi avesse ucciso i suoi amici Lylla, Floor e Theeves. Nascondendo il volto sfigurato con una maschera e indossando una tuta potenziata in grado di dargli poteri telepatici e di manipolazione energetica, l'Alto Evoluzionario creò la Contro-Terra e sviluppò i suoi esperimenti insieme ai fidi sottoposti Theel e Vim, utilizzando l'azienda Orgocorp per ottenere fondi con cui proseguire con gli esperimenti. Nel presente l'Alto Evoluzionario invia Adam Warlock per recuperare Rocket, ma questi si limita a ferirlo dopo essere stato sconfitto dai Guardiani della Galassia. Lo scienziato attira così in trappola i guardiani sulla Contro-Terra in procinto di esplodere, ma dopo un arduo scontro con i supereroi e i loro alleati di Ovunque (in cui i suoi sottoposti vengono uccisi e il suo laboratorio distrutto) l'Alto Evoluzionario viene sconfitto e pugnalato da Gamora. Rifiutando di ucciderlo per dimostrarsi migliore di lui, Rocket fa in modo che l'Alto Evoluzionario venga rinchiuso nel carcere Kryll. È interpretato da Chukwudi Iwuji e doppiato da Alessandro Rigotti.
- 89Q12 / Lylla: Una lontra antropomorfa spaziale che è stata geneticamente modificata dall'Alto Evoluzionario a cui sono stati impiantati arti cibernetici, nonché interesse amoroso di Rocket Raccoon (uno dei membri dei Guardiani della Galassia). Era un membro del lotto 89, insieme a Rocket, Teefs e Floor. Lylla credeva che gli sarebbe stato permesso di risiedere sulla Contro-Terra, per poi scoprire da Rocket che l'Alto Evoluzionario intendeva ucciderli tutti. Dopo essere stata liberata da Rocket, si rallegra prima di essere rapidamente uccisa dal suo malvagio creatore. Rocket in seguito ha avuto un'esperienza onirica in cui ha incontrato Lylla fuori dall'aldilà mentre lo fa tornare ai vivi perché non era ancora arrivato il suo momento, permettendo di aiutare nuovamente i suoi compagni di squadra, i Guardiani della Galassia, per sconfiggere l'Alto Evoluzionario e il suo esercito. È doppiata in originale da Linda Cardellini e in italiano da Emanuela Damasio.
- Yan: Il giovane e valoroso principe del pianeta Aladna, amico e nonché marito della supereroina Carol Danvers, alias Capitan Marvel. È interpretato da Park Seo-joon e doppiato da Marco Manca.
- Dar-Benn: Antagonista principale del film The Marvels, è una spietata e vendicativa guerriera rivoluzionaria e un'accusatrice dell'Impero Kree che ha combattuto per ripristinare la sua patria dopo una lunga guerra civile. Dar-Benn brandisce anche lei lo stesso martello degli accusatori Kree. È interpretata da Zawe Ashton e doppiata da Mattea Serpelloni.
- Ty-Rone: Antagonista del film The Marvels, è il consigliere Kree, e servitore di Dar-Benn. È interpretato da Daniel Ings e doppiato da Riccardo d'Aquino.
- Dro'ge: L'imperatore dell'Impero Skrull. È interpretato da Gary Lewis e doppiato da Massimo Venturiello.
- Cassandra Nova: Antagonista principale del film Deadpool & Wolverine, è una giovane mutante che usa i suoi pericolosi poteri telecinetici e telepatici in cui è la sorella gemella malvagia del leader e fondatore degli X-Men, il professor Charles Xavier, che è stata bandita dalla Time Variance Authority (TVA) nel Vuoto dove le è stato concesso libero sfogo in cui è diventata la tirannica sovrana autoimposta, costringendo gli altri nello stesso luogo a servirla o ad essere dati in pasto alla mostruosa e distruttiva entità cosmica, chiamata Alioth. Cassandra è la leader del suo gruppo fornito da alcune varianti alternative di supercriminali per contrastare i Resistenti, guidati dalla giovane mutante X-23. Essendo stata braccata e umiliata dal viscido e corrotto ufficiale Mr. Paradox, ha deciso di dare uno sfogo ad usare la "Time Ripper" per distruggere tutte le realtà parallele del multiverso rimanendo solo il Vuoto e di essere venerata come una dea onnipotente, ma purtroppo viene eliminata una volta per tutte da Deadpool e Wolverine. È interpretata da Emma Corrin e doppiata da Isabella Benassi.
- Mr. Paradox: Antagonista del film Deadpool & Wolverine, è un agente della Time Variance Authority (TVA) dal carattere delirante, ambizioso, viscido, spregevole, disonesto, egoista, infido, sleale, odioso, corrotto e senza scrupoli, nonché una variante alternativa di Mobius M. Mobius, e il suo piano è di supervisionare un progetto per accelerare la totale distruzione della Terra-10005 (una dimensione alternativa degli X-Men) usando il "Time Ripper", una macchina che può uccidere le linee temporali senza minima pietà. Paradox spera di dimostrare il suo proprio valore con questo per diventare il leader della TVA, ma sfortunatamente non ottiene successo, venendo poi arrestato e processato dalla cacciatrice B-15 per il suo tradimento e di aver osato egoisticamente di usare il Time Ripper senza alcun permesso. È interpretato da Matthew Macfadyen e doppiato da Alessandro Quarta.
- Alioth: Antagonista del film Deadpool & Wolverine, è una pericolosa e distruttiva entità cosmica simile a una nuvola che consuma materia e risiede nell'universo lugubre, noto come il Vuoto, e custodisce la Cittadella alla Fine dei Tempi. Alioth è stato creato durante la Prima Guerra del Multiverso ed è stato sfruttato e trasformato in un potente arma dal misterioso creatore della TVA, Colui che rimane (una variante alternativa di Kang il Conquistatore), per porre fine alla guerra in cui riguarda al Consiglio dei Kang.
- Seth Voelker / Sidewinder: Antagonista del film Captain America: Brave New World, è uno spietato mercenario e il leader assoluto di una misteriosa organizzazione criminale, conosciuta come la Società dei serpenti. È interpretato da Giancarlo Esposito e doppiato da Massimo Venturiello.
- Void: Antagonista principale del film Thunderbolts*, è una misteriosa entità oscura che vive dentro il giovane Robert Reynolds, alias Sentry, un individuo dotato di super poteri che soffre di amnesia. Come il Void, completamente avvolto dalle ombre, è invincibile, diffonde oscurità e può terribilmente trasformare le persone in ombre. Durante lo scontro finale con i Thunderbolts, il Void si dissolve, riportando le persone e la città alla normalità e Sentry alla salvezza. È interpretato da Lewis Pullman e doppiato da Pasquale Severino.